# ミーナ・マッツィーニ
ミーナ・マッツィーニ（Mina Mazzini、または単にミーナ、1940年3月25日 - ）は、イタリアの歌手。長身と美貌、3オクターブ の声域・ソプラノの歌声が特徴に、15年間イタリア国内のチャートを支配するほどの卓越した人気を博した。1960年代には、ミルバ、オルネラ・ヴァノーニ、イーヴァ・ザニッキらと共に最も人気のあるイタリアの女性歌手と評された。これまでアルバム・シングルを各70枚以上の発表しており、1億5000万枚を超えるレコード売り上げの記録を有し、アドリアーノ・チェレンターノと並びイタリアで最も売れている歌手の一人とされている。

## 来歴
ロンバルディア州ブスト・アルシーツィオの労働者階級の家庭に生まれる。子供の頃に家族の仕事の関係でクレモナに移住する。
アメリカン・ロックンロールやジャズのレコードを聴いたり、ロックンロールを宣伝することで知られているサンタテクラやミラノのタヴェルナ「メッシーナ・クラブ」を頻繁に訪れた。
1958年に高校を卒業した後、彼女は大学で会計学を専攻する傍ら、音楽活動はクラブ歌手からスタートし、1958年にデビュー。
1959年に「ネッスーノ」をヒットさせ、抜群のスタイルと美貌もあって一躍トップスターとなる。
1963年に私生児を出産し、一時期、テレビ・ラジオから追放されるが、その後、再起、数々のヒットを飛ばす。
しかし、1974年以降はテレビやコンサートへの出演をやめ、アルバムの製作やライブ活動に専念した。
1960年代にはいくつかの日本語盤も出している。私生活は恋人や配偶者との離別・死別を繰り返し、必ずしも恵まれたものではなかった。
1961年（昭和36年）5月に来日している。

## 近年の活動
ライブには出演しないものの、2009年のサンレモ音楽祭の開会と閉会のために歌唱を行い、また2017年と2018年においても収録での歌唱を行った。
2016年には、アドリアーノ・チェレンターノとの2枚目のアルバム『Le Migliori』を発表し、同年イタリアで最も売れたアルバムとなった。
2018年に、ニュー・アルバム『MAEBA』をリリース、イタリアのアルバムで1位を獲得するなど、活動を続けている。

## 私生活
10代前半の頃は、当時クレモナのブルジョア階級のエリートが参加していたクレモナにあるカノッティエリ・バルデシオ・スポーツ・クラブの競泳選手であった。
最初のボーイフレンドは、16歳の頃に出会ったサッカーチームのUSクレモネーゼでディフェンダーを務める選手であった。
1962年に俳優のコラード・パーニと恋愛関係になったが、彼は既婚者であったため、二人の関係はイタリアの聴衆に衝撃を与えた。二人の間に息子であるマッシミリアーノ・パーニ（後に作曲家、プロデューサーとして活動）は1963年4月18日に生まれた。ミーナが関係を隠すことを拒否したため、イタリアの公共テレビまたはラジオ・チャンネルでの歌手としての出演を禁止されてしまう。しかしながら、彼女の記録的な売上は影響を受けず、視聴者はミナの放送を要求したため、RAIは出演禁止を止め、ミーナを1964年1月10日にテレビに復帰させた。しかしほどなくして、コラードとの関係は終わることとなった。
ミーナの兄弟のアルフレド・マッツィーニは1965年に自動車事故で亡くなった。1年後、彼女と彼女の父親はスイスのルガーノに移住したが、当時ミーナは俳優のウォルター・キアーリと恋愛関係にあり、イタリアに残った。
俳優のジャン・マリア・ヴォロンテとの関係は、ヴォロンテが他の女優と浮気したことにより終わった。
1960年代後半には、作曲家、アウグスト・マルテッリと結婚したが、数年で別れた。
1970年に「Il Messaggero」紙のジャーナリストであるヴィルジリオ・クロッコと2度目の結婚をした。結婚により彼女の正式な名前はアンナ・マリア・マッツィーニ・クロッコに変更し、二人の間には娘のベネデッタ・クロッコ（後に母親のマッツィーニ性を名乗り女優、TV司会者として活動、スイスに帰化）が、1971年11月11日に生まれた。しかし、夫クロッコは1973年に自動車事故で亡くなる。
1981年に現在の夫である心臓専門医のエウジェニオ・クエイニと婚約し、2006年1月10日にルガーノで3度目の結婚をした。1989年にスイスの市民権を取得、夫の姓を引き継ぎ、彼女の正式な名前はアンナ・マリア・クエイニとなった（ただし、一般市民、イタリアの市民登録簿の中ではミーナ・マッツィーニとしての登記がなされている）。

## 解説
日本では森山加代子、ザ・ピーナッツらによって「Tintarella di luna」が「月影のナポリ」として、弘田三枝子、伊東ゆかり、ザ・ピーナッツ、矢沢永吉、桑田佳祐らにより「Un Buco Nella Sabbia」が「砂に消えた涙」として、園まり、コレット・テンピア楽団らにより「Eclisse Twist」が「太陽はひとりぼっち」としてカヴァーされている。

## ディスコグラフィ

### アルバム
- 1960年 - Tintarella di luna
- 1960年 - Il cielo in una stanza
- 1961年 - Due note
- 1962年 - Moliendo café
- 1962年 - Renato
- 1963年 - Stessa spiaggia, stesso mare
- 1964年 - Mina
- 1964年 - Mina N・7
- 1965年 - 20 successi di Mina (2 LP)
- 1965年 - Studio Uno
- 1965年 - Mina interpretata da Mina
- 1965年 - Mina & Gaber: un'ora con loro
- 1966年 - Studio Uno 66
- 1966年 - Mina 2
- 1967年 - Sabato sera - Studio Uno '67
- 1967年 - 4 anni di successi
- 1967年 - Dedicato a mio padre
- 1968年 - Mina alla Bussola dal vivo
- 1968年 - Le più  belle canzoni italiane interpretate da Mina
- 1968年 - Canzonissima '68
- 1969年 - I discorsi
- 1969年 - Mina for You
- 1969年 - Incontro con Mina
- 1969年 - Bugiardo più  che mai...più  incosciente che mai...
- 1970年 - Mina canta o Brasil
- 1970年 - Quando tu mi spiavi in cima a un batticuore
- 1971年 - Del mio meglio
- 1971年 - Mina
- 1972年 - Cinquemilaquarantatre（LP発売当時、複数のカラーヴァリエーションのジャケットで発売された）
- 1972年 - Dalla Bussola
- 1972年 - Altro
- 1973年 - Del mio meglio n. 2
- 1973年 - Frutta e verdura
- 1973年 - Amanti di valore
- 1974年 - Mina®
- 1974年 - Baby Gate
- 1975年 - Del mio meglio n. 3
- 1975年 - La Mina
- 1975年 - Minacantalucio
- 1976年 - Singolare
- 1976年 - Plurale
- 1977年 - Del mio meglio n. 4
- 1977年 - Mina quasi Jannacci
- 1977年 - Mina con bignè
- 1978年 - Di tanto in tanto （カセット版のみの選集）
- 1978年 - Mina Live '78 (2LP)
- 1979年 - Del mio meglio n. 5
- 1979年 - Attila (2LP)
- 1980年 - Kyrie (2LP)
- 1981年 - Del mio meglio n. 6 - Live （選集）
- 1981年 - Salomè (2LP)
- 1982年 - Italiana (2LP)
- 1983年 - Del mio meglio n. 7
- 1983年 - Mina 25 (2LP)
- 1984年 - Catene (2LP)
- 1985年 - Del mio meglio n. 8
- 1985年 - Finalmente ho conosciuto il conte Dracula... (2CD)
- 1986年 - Si, buana (2CD)
- 1987年 - Del mio meglio n. 9
- 1987年 - Rane supreme (2CD)
- 1988年 - Oggi ti amo di più
- 1988年 - Ridi pagliaccio (2CD)
- 1989年 - Uiallalla (2CD)
- 1990年 - Ti conosco mascherina (2CD)
- 1991年 - Caterpillar (2CD)
- 1992年 - Sorelle Lumière (2CD)
- 1993年 - Mina canta i Beatles
- 1993年 - Lochness (2CD)
- 1994年 - Mazzini canta Battisti
- 1994年 - Canarino mannaro (2CD)
- 1995年 - Pappa di latte (2CD)
- 1996年 - Canzoni d'autore
- 1996年 - Cremona
- 1996年 - Napoli
- 1997年 - Minantologia （Del mio meglio1と2からの選集）
- 1997年 - Leggera
- 1998年 - Mina Gold (2CD)
- 1998年 - Mina Sanremo
- 1998年 - Mina Celentano
- 1998年 - Mina Studio Collection (2CD)
- 1999年 - Mina Gold 2
- 1999年 - Olio
- 1999年 - Mina n° zero
- 2000年 - Mina per Wind
- 2000年 - Mina Love Collection （選集, 2CD）
- 2000年 - Dalla terra
- 2001年 - Colección latina （スペイン語選集）
- 2001年 - Sconcerto
- 2002年 - Veleno
- 2003年 - In duo
- 2003年 - Napoli secondo estratto
- 2003年 - Napoli primo, secondo e terzo estratto (3CD)（Napoli,Napoli secondo estrattoにCDシングルを追加）
- 2004年 - Platinum Collection
- 2004年 - Una Mina d'amore
- 2005年 - Bula bula
- 2005年 - L'allieva
- 2006年 - Platinum Collection 2
- 2006年 - Ti amo...
- 2006年 - Bau
- 2007年 - Love Box (Raccolta)
- 2007年 - Todavìa
- 2008年 - Sulla tua bocca lo dirò
- 2009年 - Riassunti d'amore - Mina straniera
- 2009年 - Riassunti d'amore - Mina con archi
- 2009年 - Riassunti d'amore - La calma
- 2009年 - Riassunti d'amore - Per quando ti amo
- 2009年 - Riassunti d'amore - Mina Cover
- 2009年 - Facile
- 2010年 - Caramella
- 2010年 - Piccola Strenna
- 2011年 - Piccolino
- 2012年 - 12 (American Song Book)
- 2013年 - Christmas Song Book
- 2014年 - Selfie
- 2016年 - Le Migliori
- 2018年 - Maeba
- 2018年 - Paradiso (Lucio Battisti Songbook)
- 2019年 - Mina Fossati

## 映画主題歌
- 太陽はひとりぼっち  (1962年)